# Crevada (fiume)
Il torrente Crevada è un corso d'acqua della provincia di Treviso.
Nasce tra i comuni di Refrontolo e San Pietro di Feletto, in località Mire. Dopo aver disceso un'angusta valle, scorre nella pianura dell'omonima località, dividendo i comuni di Susegana e San Pietro di Feletto. A Parè di Conegliano accoglie le acque del Valbona e poco dopo è scavalcato da un antico ponte romano (II secolo). Prosegue verso Sarano e si getta nel Monticano in località Tre Acque.